# Oriol Prunés
Oriol Prunés (1963) es un filólogo, profesor y político español, vinculado al socialismo democrático de raíz marx-engelsiana.

## Ejecutoria profesional y política
Licenciado en Filología Hispánica, y con raíces andaluzas y catalanas, reside en Gáldar (Gran Canaria), donde trabaja como profesor de instituto.
Durante la década de 1990 fue columnista habitual en el periódico Canarias7, donde trataba, fundamentalmente, temas políticos y educativos.
Tras la refundación de Izquierda Unida en las islas en 1993, con el nombre de Izquierda Unida Canaria (IUC), se unió a ese proyecto político; siendo uno de los fundadores, en 1995, de la Corriente Socialista Canaria-Pasoc, sección isleña del Partido de Acción Socialista (Pasoc), de la que fue elegido portavoz.
Pronto la Corriente Socialista pasó a formar parte del sector crítico de IUC en Gran Canaria, al disentir de la línea política de la dirección insular, a la que acusaban de cierta quiebra de la democracia interna, falta de debate interno y desconexión respecto a los movimientos sociales de las islas. 
En esa tesitura, desde el sector crítico se impulsa el Manifiesto por la recuperación de IUC en Gran Canaria o Manifiesto del 14 de abril (14 de abril de 1996), redactado por el propio Oriol Prunés, con la intención de destituir al Consejo Político Insular y cambiar el rumbo del proyecto de IUC. Al no conseguirse una mayoría que respaldara el Manifiesto en la Asamblea Insular, y que, a juicio de la Corriente, persistían los errores de la organización; se sintieron cada vez más alejados de la ejecutiva, hasta que finalmente optaron por disolverse y abandonar IUC.
Prunés se uniría en 2000 al partido Unidad Progresista de Canarias (Upcan), liderado por Joaquín Sagaseta, de existencia efímera.
Es miembro fundador del sindicato Unión Canaria de Profesores Licenciados (UCPL) y detractor, desde posiciones de izquierda, de la LOGSE y otras leyes educativas.

## Publicaciones
- Prunés, Oriol; et al: Rancho de Ánimas de Arbejales-Teror. Guardianes de una tradición centenaria. Teror, 2008.
- Prunés, Oriol: Dos versiones antagónicas de un pueblo andaluz: de Julian Pitt-Rivers a Ginés Serrán-Pagán. Demófilo: Revista de cultura tradicional, ISSN 1133-8032, Nº 33-34, 2000, pags. 65-84.
- Prunés, Oriol: Una versión del De comptentu Mundi en décimas populares. El Museo Canario, L. Las Palmas de Gran Canaria, 1999.